# Tour de la Creuse
Le Tour de la Creuse est une course cycliste française disputée tous les ans dans le département de la Creuse. Durant son existence, elle fait partie du calendrier national de la Fédération française de cyclisme. 
À sa création en 1988, le Tour se déroule sur une journée. Il devient ensuite une course par étapes en 1997, avant de reprendre son format originel en 2015. L'édition 1992 est annulée en raison d'une manifestation d’agriculteurs.

## Palmarès
| Année | Vainqueur            | Deuxième           | Troisième           |
| ----- | -------------------- | ------------------ | ------------------- |
| 1988  | Gilles Bernard       | Bruno Huger        | Pascal Trimaille    |
| 1989  | Henryk Charucki (pl) | Denis Leproux      | Andrew Bradley      |
| 1990  | Mieczysław Karłowicz | Frédéric Garnier   | Pierrick Gillereau  |
| 1991  | Jean-Paul Garde      | Pierrick Gillereau | Didier Rous         |
| 1992  | annulé               | annulé             | annulé              |
| 1993  | Nicolas Dubois       | David Delrieu      | Sylvain Bolay       |
| 1994  | Olivier Ouvrard      | Christopher Jenner | Yvan Boos           |
| 1995  | Christophe Allin     | David Delrieu      | David Orcel         |
| 1996  | Pascal Peyramaure    | Christopher Jenner | Thierry Ferrer      |
| 1997  | Philippe Mauduit     | Patrice Peyencet   | Arnaud Chauveau     |
| 1998  | Éric Potiron         | Miika Hietanen     | Philippe Mauduit    |
| 1999  | Pascal Peyramaure    | Cyrille Prisé      | Alexandre Botcharov |
| 2000  | Mickaël Fouliard     | Stéphane Pétilleau | Marek Leśniewski    |
| 2001  | Stéphan Ravaleu      | Stéphane Auroux    | Cédric Célarier     |
| 2002  | Samuel Plouhinec     | Cédric Célarier    | Benoît Luminet      |
| 2003  | Sylvain Lavergne     | Alexandre Grux     | William Bonnet      |
| 2004  | Benoît Luminet       | Yann Pivois        | Maxime Méderel      |
| 2005  | Maxim Gourov         | Benoît Luminet     | Frédéric Lubach     |
| 2006  | Maxim Gourov         | Loïc Herbreteau    | Benoît Luminet      |
| 2007  | Cyril Bessy          | Thomas Lebas       | Léo Fortin          |
| 2008  | Julien Bérard        | Sergiu Cioban      | Tomasz Smoleń       |
| 2009  | Jérôme Mainard       | Romain Hardy       | Thomas Girard       |
| 2010  | Philipp Ries         | Paul Brousse       | David Rösch         |
| 2011  | Fabien Schmidt       | Jérôme Mainard     | Étienne Briard      |
| 2012  | Nicolas Morel        | Romain Leroy       | Nicolas Chadefaux   |
| 2013, | Bastien Duculty      | Fabien Fraissignes | Vincent Colas       |
| 2014, | Olivier Le Gac       | Julien Liponne     | Alexis Dulin        |
| 2015  | Stéphane Poulhiès    | Axel Gagliardi     | Willy Perrocheau    |
| 2016, | Geoffrey Bouchard    | Clément Carisey    | Flavien Maurelet    |
| 2017, | Pierre Bonnet        | Alexis Carlier     | Morne van Niekerk   |
| 2018  | annulé               | annulé             | annulé              |